# Страшна рибка
Страшна рибка (англ. Spookyfish) - 15 епізод 2 сезону (№ 28) серіалу «Південний парк», прем'єра якого відбулася 28 жовтня 1998 року. Епізод приурочений до Хеллоуїну. У зв'язку з цим протягом всієї серії картинка зроблена страшніше (режим Spooky Vision) завдяки додаванню з боків зображень Барбри Стрейзанд, причому протягом усього випуску її фотографія змінюється 4 рази.

## Сюжет
В Саут-Парку наближається Хеллоуїн, і починають відбуватися звичні дивні речі. Картман не з'являється на уроки в школу, однак пізніше зустрічається на автобусній зупинці з хлопцями. У нього з'являється іспанська борідка, і він поводиться надзвичайно дружелюбно. Ерік спокійно сприймає уїдливі жарти хлопців і пояснює, що не зміг прийти на заняття, тому що повинен був піклуватися про свою маму, яка захворіла на грип. Незабаром Стен, Кайл і Кенні, розпрощавшись з Еріком, зустрічають його знову - у нього зникає борідка, він знову веде себе злісно і агресивно, і, крім того, постійно вживає приставку «срако», яка дратує всіх хлопців. Стен, Кайл і Кенні розуміють, що це два різних Картмана; Шеф пояснює їм, що другий Картман прибув з «злого паралельного Всесвіту».
Одночасно з цим сім'ю Маршів відвідує з традиційним щомісячним візитом тітка Фло. Вона дарує Шеллі домашній кінотеатр з величезною стереосистемою, а Стену - всього лише акваріумну рибку, яка здається йому зловісною. Серед ночі рибка починає вбивати людей. Шерон вирішує, що їх вбиває Стен, і закопує тіла на задньому дворі, бурмочучи стиха, який Стен хороший і чудовий хлопчик, і поступово втрачаючи розум. Також їй доводиться заточити в підвалі офіцера Барбреді, який прийшов шукати зниклих людей. Потім рибка вбиває тітку Фло, і Шерон журиться, що більше не буде щомісячних візитів її тітки. Батько Стена, проте, радий, що йому не доведеться більше спати на кушетці по 5 днів на місяць.
Стен, Кайл і Кенні продовжують спілкуватися з обома Картманами і розуміють, що Картман з «злого паралельного Всесвіту» подобається їм набагато більше. Крім того, Стен передбачає, що його зла рибка - звідти ж. Діти йдуть в зоомагазин, де була куплена рибка, і знаходять там портал в паралельний Всесвіт. Звідти з'являються «паралельні» Стен і Кайл, дуже злі, і вирішують повернути «свого» Картмана назад.
Всі тварини з магазину - такі ж агресивні, як рибка Стена - тікають звідти і починають руйнувати місто і вбивати людей. Шерон розуміє, що Стен нікого не вбивав, і випускає Барбреді з підвалу. Злі Стен і Кайл знаходять «злого» Картмана, однак той не хоче повертатися до них; тутешні Стен і Кайл пропонують забрати їх Картмана. Відбувається плутанина, і в підсумку тутешній Картман, перехитривши всіх, відправляє в паралельну Всесвіт свого доброго двійника.

## Смерть Кенні
Кенні став жертвою зловісної рибки; коли Кенні, Картман і Кайл приходять до Стену в гості, рибка вбиває Кенні, затягнувши його в свій акваріум і обгризені.

## Показ епізоду
Перед показом епізоду, Comedy Central зробив так, що епізод став називатися, не South Park Halloween Special, а Spooky Vision. Як виявилося Spooky Vision полягав в тому, що в кожному кутку екрану була присутня особа Барбари Стрейзанд, а з боків екрану були написи Spooky і Vision. Під час наступних трансляцій епізоду Comedy Central не завжди використовував Spooky Vision, хоча іноді епізод показувався і в вихідному форматі. Крім того в релізі на DVD, а також на офіційному сайті South Park епізод зберіг оформлення Spooky Vision.

## Відгуки
IGN оцінив епізод на 9 з 10 балів, сказавши: «Найбільший прикол був в кінці, коли два Картмана зустрілися, і було схоже на погано змонтований ефект поділу екрана», також зазначивши жарти і увагу до деталей у Південного парку ранніх років. Також було відзначено, що було забавно дивитися на паніку Шерон з приводу убитих рибкою Стена, коли вона думала, що їх вбиває сам Стен. IGN прийшов до висновку, що це був «один з перших прикладів відмінного Південного парку».

## Реліз
«Страшна рибка» була вперше випущена в 2002 році як частина колекції епізодів, названа "Ghouls, Ghosts and Underpants Gnomes". Версія VHS крім «Страшної рибки» містить хелоунскій епізод третього сезону "Чудова Загадка групи Korn Про Піратського Привида" і епізод другого сезону "Гноми". Реліз на DVD крім описаних містив ще епізод четвертого сезону Шкільний портфель. South Park: The Complete Second Season був випущений на DVD 3 червня 2003. Епізоди другого сезону були також випущені в цифровому форматі для таких сервісів як Amazon Instant Video, iTunes Store і Xbox Live Marketplace. Як і більшість інших епізодів Південного парку «Страшну рибку» можна безкоштовно подивитися на офіційному сайті шоу SouthParkStudios.com. Його можна побачити в режимі Spooky Vision.

## Цікаві факти
- У цьому епізоді з'являється інопланетянин: його голову видно на знаку автобусної зупинки, коли Картман зустрічає свого двійника.
- Тітка Фло є уособленням менструального циклу мами Стена, а її смерть - менопаузи [17].
- Перебуваючи в підвалі будинку Маршів, Барбреді співає негритянську пісню XIX століття «Blue Tail Fly».
- Один з небагатьох (якщо не єдиний) епізод, в якому Стен і Кайл, після смерті Кенні, нічого не говорять, навіть не звертають на труп уваги. Проте, щури за традицією обгризають тіло.
- Борідка на обличчі Картмана, Стена і Кайла з паралельного Всесвіту - відсилання до 4 серії 2 сезону серіалу «Зоряний шлях» під назвою «Дзеркало, дзеркало».
- В епізоді присутні відразу кілька відсилань до фільму жахів 1982 року "Полтергейст", наприклад, коли Стен намагається заснути вночі під час грози, і йому здається, що подарована тіткою золота рибка дивиться на нього, він закриває акваріум з нею майкою. Те ж саме було і в фільмі, коли син головних героїв Роббі намагається заснути під час грози, йому здається, що сидяча в кріслі навпроти ліжка лялька клоуна дивиться на нього і він закриває її одягом. Також портал в паралельний світ, показаний в епізоді, дуже нагадує прохід в інший вимір з даного фільму.
- Показаний в епізоді магазин домашніх тварин, побудований на місці старого індіанського цвинтаря - відсилання до роману Стівена Кінга (і його екранізації) "Кладовище домашніх тварин"
- Коли Барбреді показує мамі Стена фотографії зниклих людей (убитих золотою рибкою, і тіла яких мама Стена закопала у дворі будинку), серед них присутня реальна фотографія актора Вільяма Шетнера.